# 和泉守兼定 (土方歳三佩刀)
和泉守兼定（いずみのかみかねさだ）は、江戸時代に作られたとされる日本刀（打刀）である。新選組副長である土方歳三の佩刀として知られている。東京都日野市の市指定有形文化財に指定されており、同市にある土方歳三資料館（歳三の生家跡）に収蔵されている。

## 概要

### 刀工・和泉守兼定について
江戸時代の刀工・11代目兼定により作られた刀である。兼定は美濃国関（岐阜県関市）で活躍していた関鍛冶の代表的な刀工であったが、4代目関兼定が当時会津を領していた蘆名家の招聘に応じて会津に移住し、以降は会津兼定として代々会津を代表する刀工として活躍していた。11代兼定は陸奥会津藩お抱え刀工として受領した官位から和泉守兼定とも呼ばれており、幕末には京都守護職を務めていた会津藩主である松平容保に従って上京し、京都でも作刀していた。なお、司馬遼太郎の『燃えよ剣』は、本作を歌仙兼定などを作刀した2代目の「和泉守兼定（之定〈のさだ〉）」のものとしているが、歴史学者の本郷和人はあくまでもフィクションであると指摘している。

### 土方歳三の許に渡る
2尺3寸1分6厘の本作は、容保から歳三に下賜されたものとされている。新撰組が会津藩の配下であった関係から和泉守兼定は新選組に対しても作刀しており、刀3振を卸したり、島田魁が一尺五寸の脇差を依頼した注文書が遺されている。近藤勇が佐藤彦五郎に宛てた文久3年10月20日付の池田屋事件の戦果を伝える書簡には「和泉守兼定二尺八寸」の記載が有る。本作、和泉守兼定は同年12月に「和泉守」を受領した為、受領前の10月時点の書簡に「和泉守兼定」として登場するのは不自然で有り、本作とは長さも大きく異なる事から2代目の「和泉守兼定（之定〈のさだ〉）」も所持して居たと考えられる。

### 歳三戦死後の伝来について
本作は歳三が函館で戦死した後に生家へ戻ってきたが、その経緯は明らかになっていない。新政府に抵抗したとして評価が低かったため、運んだ人がとがめられるのを恐れて一連の経緯が秘されたためともいわれる。一説では敗戦を察した歳三は小姓の市村鉄之助に本作と自身の肖像写真、「この者の身の上お頼みします」と書いた紙とともに鉄之助に託して生家まで送らせたという話もある。
1965年（昭和40年）6月9日には、「刀　銘和泉守兼定」として日野市の市指定文化財（美術工芸品）に指定され、打刀拵も附指定を受けた。その後も土方家に伝来し続け、2019年現在は生家跡にある私設史料館である土方歳三資料館に保管されており、歳三の命日に合わせて期間限定で公開している。

## 作風

### 刀身
刃長（はちょう、切先と棟区の直線距離）は70.3センチメートル、反り（切先・棟区を結ぶ直線から棟に下ろした垂線の最長のもの）は1.2センチメートル。指表（さしおもて）側には「慶應三年二月日」、指裏（さしうら）側には「和泉守兼定」と切られている。土方家に親子2代渡って刀に触れている研師によると、当初は複数の刃こぼれがあったとされており、物打のあたりは研磨により薄くなっている。
地鉄は、よく詰んだ小板目（こいため、板材の表面のような文様のうち細かく詰まったもの）基調に、全体に柾目（まさめ、高級板材の柾目のようにほとんど蛇行・湾曲せず刀身の方向に真っすぐな並行線がみえるもの）がかかっている。刃文（はもん）は、物打で大きく乱れ、小沸（こにえ）ついた三本杉を焼く。物打付近は美濃伝風の尖り刃基調の互の目（ぐのめ、丸い碁石が連続したように規則的な丸みを帯びた刃文）になっている。別冊宝島編集部はこの現存する刀を刺し貫くことと引きながら対象を切ることに適した刀と評している。

### 外装
鞘は会津漆による石目塗（いしめぬり、漆の表面に炭粉や乾漆粉などを蒔いて石の肌目のような凸凹をもたせる手法）が施されており、渋い朱色に近い赤色のなかに鳳凰と牡丹唐草の蒔絵があしらわれている。白鮫着せ黒糸巻の柄（つか、日本刀を握る箇所）は鐔（つば）のすぐ下から糸が擦り減っており、使い込まれた様子が見られる。柄の摩耗箇所から歳三は鐔のすぐ下を右手で握り、隙間が空かないように左手で握っていたと推察される。
鐔の意匠は七夕図となっており、鍔の左上には梶の葉と右下には短冊の文様が施されている。これは当時の風習として、梶の葉に降りた露で墨を擦り、短冊に願いを書くと願いが叶うという言い伝えによるものと思われる。目貫（めぬき、柄にある目釘穴を隠すための装飾品）では兼定のルーツである美濃風の枝山椒図となっている。